# 7 de junho
7 de junho é o 158.º dia do ano no calendário gregoriano (159.º em anos bissextos). Faltam 207 dias para acabar o ano.

## Eventos históricos

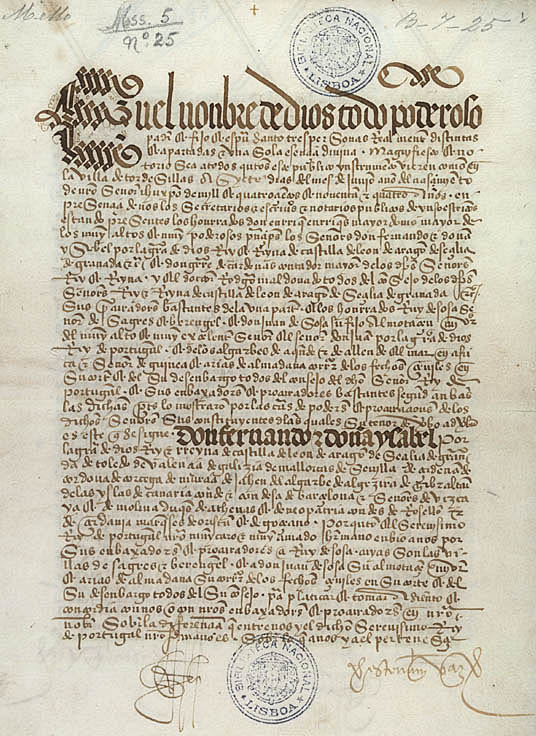
1494: Folha de rosto do Tratado de Tordesilhas

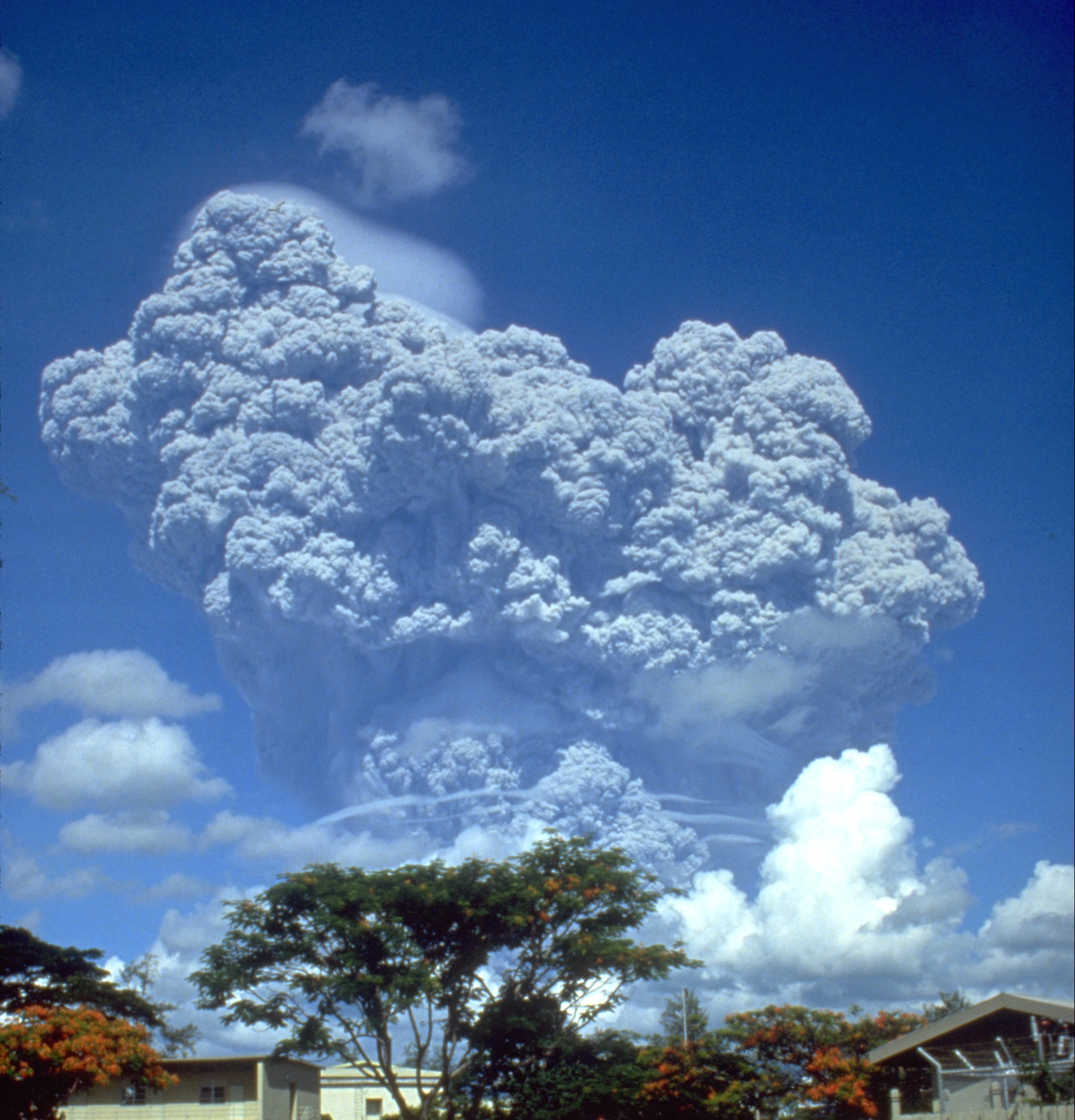
1991: Erupção do Monte Pinatubo

- 0421 — Imperador Teodósio II casa-se com Élia Eudócia. O casamento foi celebrado em Constantinopla (Império Bizantino).
- 0879 — Papa João 8.º reconhece o Principado da Croácia Dálmata sob o governo do Duque Branimiro como um Estado independente
- 1002 — Henrique II, primo do imperador Otão III, é eleito e coroado rei da Alemanha.
- 1099 — Início do Cerco de Jerusalém pelos exércitos da Primeira Cruzada.
- 1420 — Tropas da República de Veneza capturam Udine, encerrando a independência do Patriarcado de Aquileia.
- 1494 — Portugal e a Espanha assinam o Tratado de Tordesilhas, dividindo entre si o Novo Mundo.
- 1654 — Luís XIV é coroado rei da França.
- 1692 — Port Royal, Jamaica, é atingida por um sismo catastrófico; em apenas três minutos, 1 600 pessoas morrem e 3 000 ficam gravemente feridas.
- 1755 — A Companhia Geral de Comércio do Grão-Pará e Maranhão foi uma empresa de carácter monopolista, criada pelo Marquês de Pombal.
- 1788 — Revolução Francesa: Jornada das Telhas: civis em Grenoble jogam telhas e vários objetos sobre as tropas reais.
- 1810 — O jornal Gazeta de Buenos Ayres é publicado pela primeira vez na Argentina.
- 1832 — A Grande Reforma da Inglaterra e País de Gales recebe aprovação real.
- 1862 — Os Estados Unidos e o Reino Unido concordam no Tratado Lyons-Seward em suprimir o comércio de escravos africanos.
- 1863 — Durante a Segunda intervenção francesa no México, a Cidade do México é tomada por tropas francesas.
- 1866 — Mil e oitocentos invasores fenianos são repelidos de volta aos Estados Unidos depois de saquear as áreas de Saint-Armand e Frelighsburg no leste do Canadá.[1]
- 1880 — Guerra do Pacífico: a Batalha de Arica, o assalto e captura de Morro de Arica (Cabo de Arica), termina com a Campaña del Desierto (Campanha do Deserto).
- 1905 — O parlamento da Noruega dissolve sua união com a Suécia. A votação foi confirmada por um plebiscito nacional em 13 de agosto daquele ano.
- 1917 — Primeira Guerra Mundial: Batalha de Messines: soldados aliados detonam uma série de minas sob as trincheiras alemãs em Messines Ridge, matando 10 000 soldados alemães.
- 1929 — Tratado de Latrão é ratificado, reconhecendo a total soberania da Cidade do Vaticano.
- 1938 — Segunda Guerra Sino-Japonesa: o governo nacionalista chinês cria a inundação do Rio Amarelo de 1938 para deter as forças japonesas. Quinhentos mil a novecentos mil civis são mortos.
- 1940 — Rei Haakon 7.º, o príncipe herdeiro Olavo e o governo norueguês deixam Tromsø e partem para o exílio em Londres. Retornarão exatamente cinco anos depois.
- 1942
  - Segunda Guerra Mundial: a Batalha de Midway termina com uma vitória norte-americana.
  - Segunda Guerra Mundial: Campanha das Ilhas Aleutas: soldados imperiais japoneses começam a ocupar as ilhas americanas de Attu e Kiska, nas Ilhas Aleutas, no Alasca.
- 1946 — A BBC do Reino Unido volta a transmitir seu serviço de televisão, que esteve fora do ar por sete anos por causa da Segunda Guerra Mundial.
- 1948
  - Edvard Beneš prefere renunciar ao mandato de Presidente da Tchecoslováquia a assinar uma Constituição que torna sua nação em um Estado comunista.
  - Ocorrem tumultos antijudaicos em Oujda e Jerada.
- 1962 — A Organisation Armée Secrète (OEA) incendeia o edifício da biblioteca da Universidade de Argel, destruindo cerca de 500 000 livros.
- 1967 — Guerra dos Seis Dias: soldados israelenses entram em Jerusalém.
- 1975 — A Sony lança o Betamax, o primeiro formato de gravador de videocassete.
- 1977 — Quinhentos milhões de pessoas assistem na televisão ao dia principal das celebrações do Jubileu de Prata da Rainha Isabel II.
- 1981 — Força Aérea Israelense destrói o reator nuclear iraquiano Osiraq durante a Operação Ópera.
- 1989 — O voo 764 da Surinam Airways cai ao se aproximar do Aeroporto Internacional Paramaribo-Zanderij, no Suriname, devido a um erro do piloto, matando 176 das 187 pessoas a bordo.
- 1991 — Monte Pinatubo, nas Filipinas, entra em erupção, gerando uma coluna de cinzas com 7 quilômetros de altura.
- 2000 — Nações Unidas definem a Linha Azul como a fronteira entre Israel e o Líbano.
- 2017 — Um Shaanxi Y-8 da Força Aérea de Mianmar cai no mar de Andaman perto de Dawei, Mianmar, matando todos os 122 a bordo.[2]

## Nascimentos

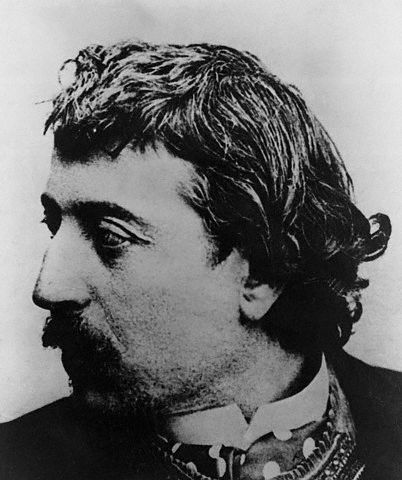
Paul Gauguin

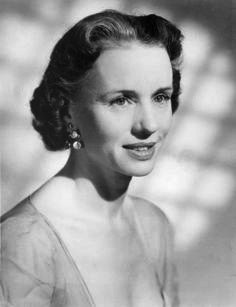
Jessica Tandy

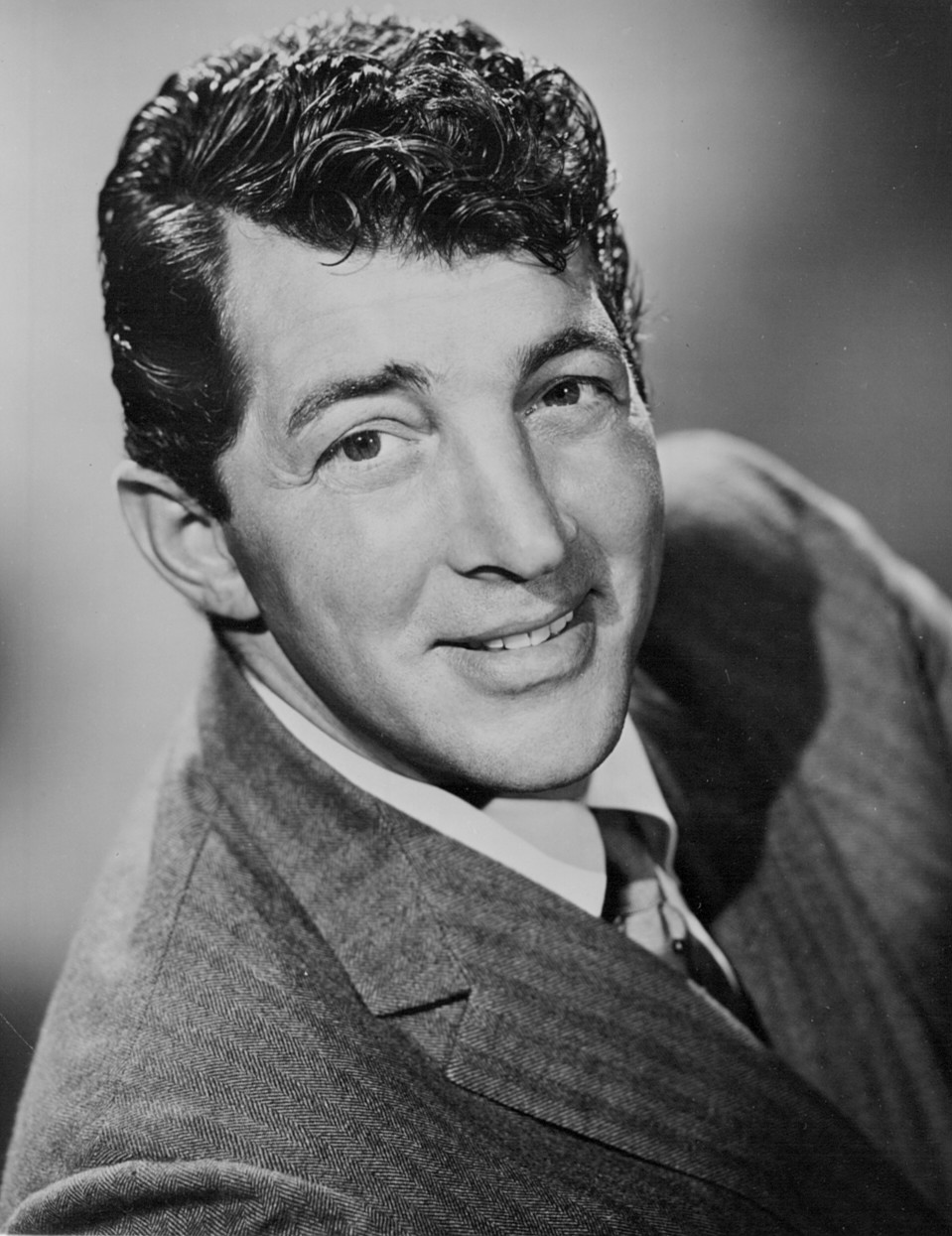
Dean Martin

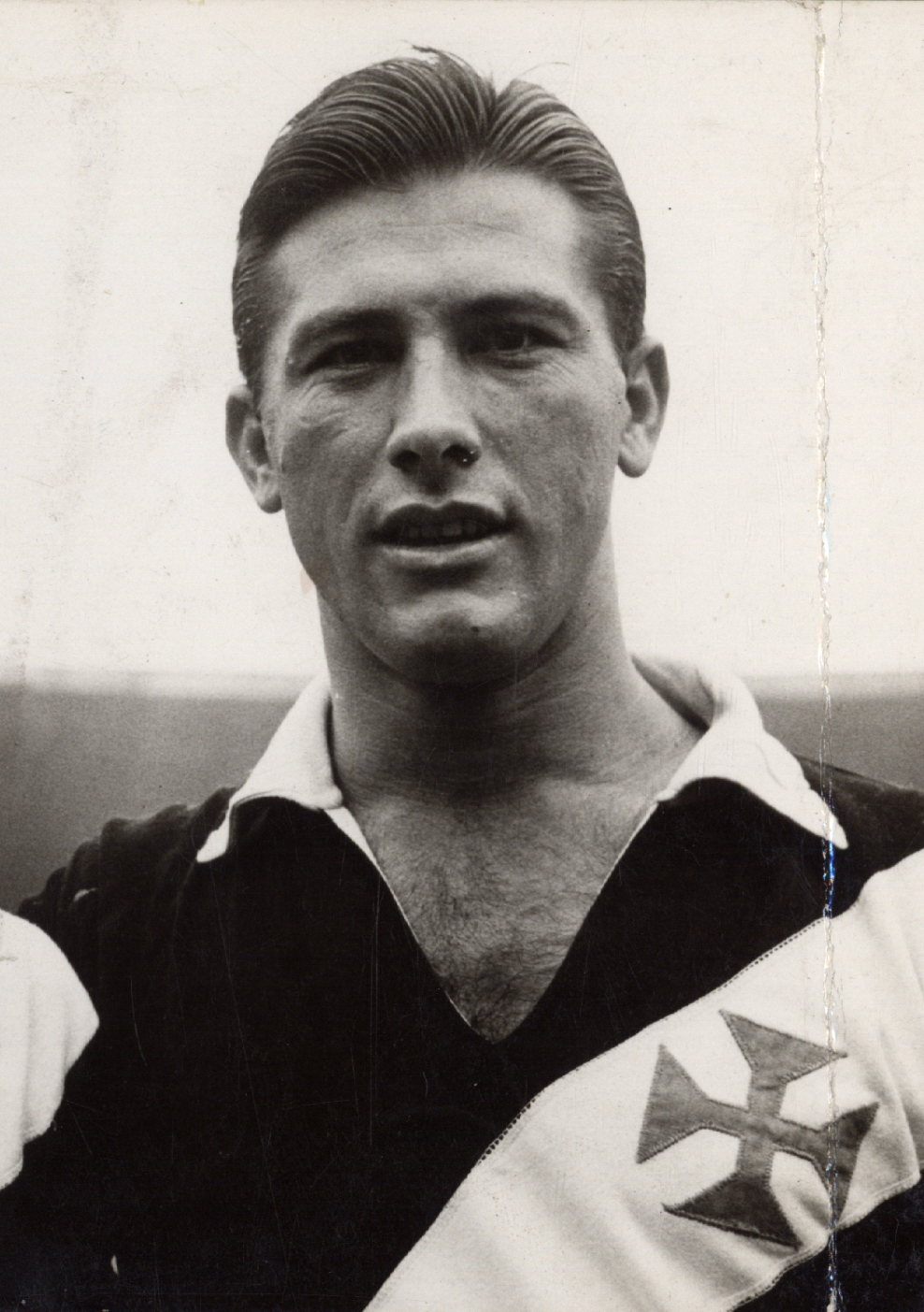
Bellini

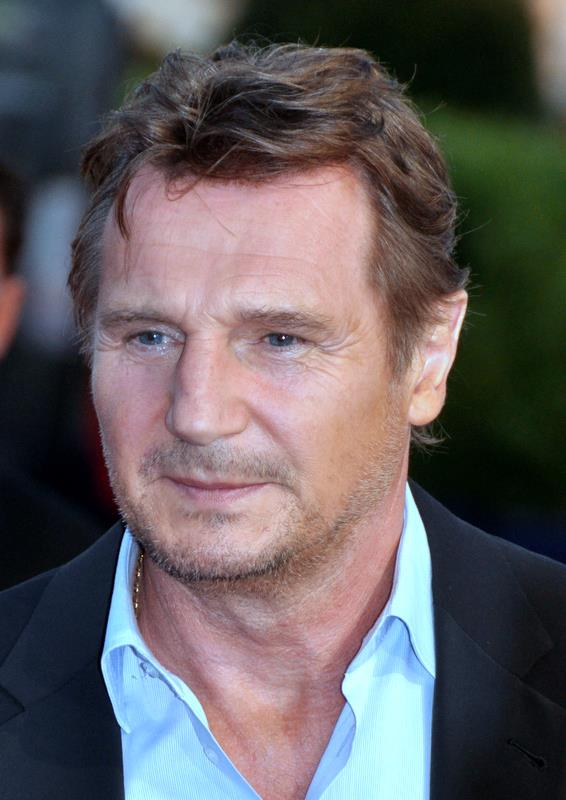
Liam Neeson

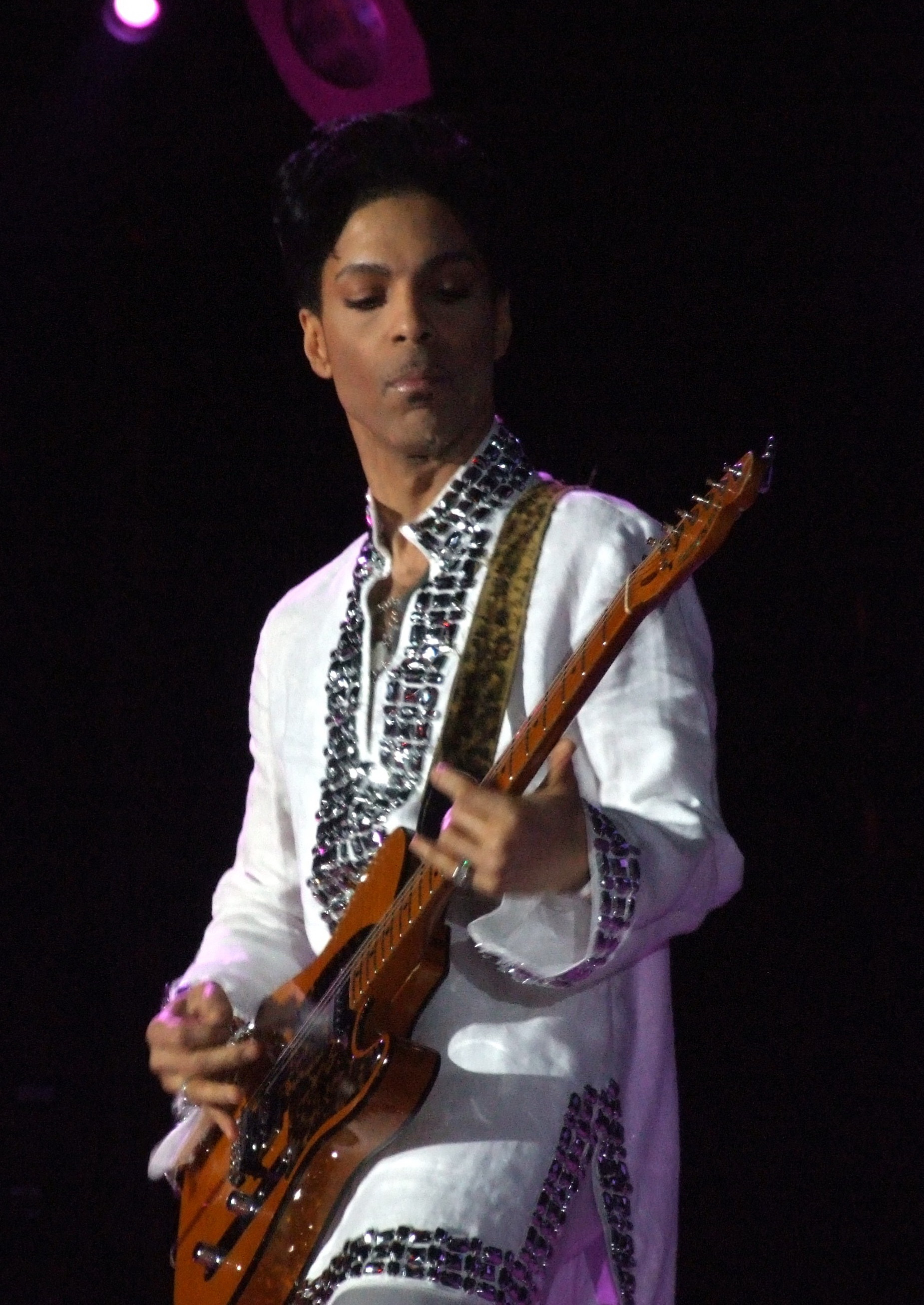
Prince

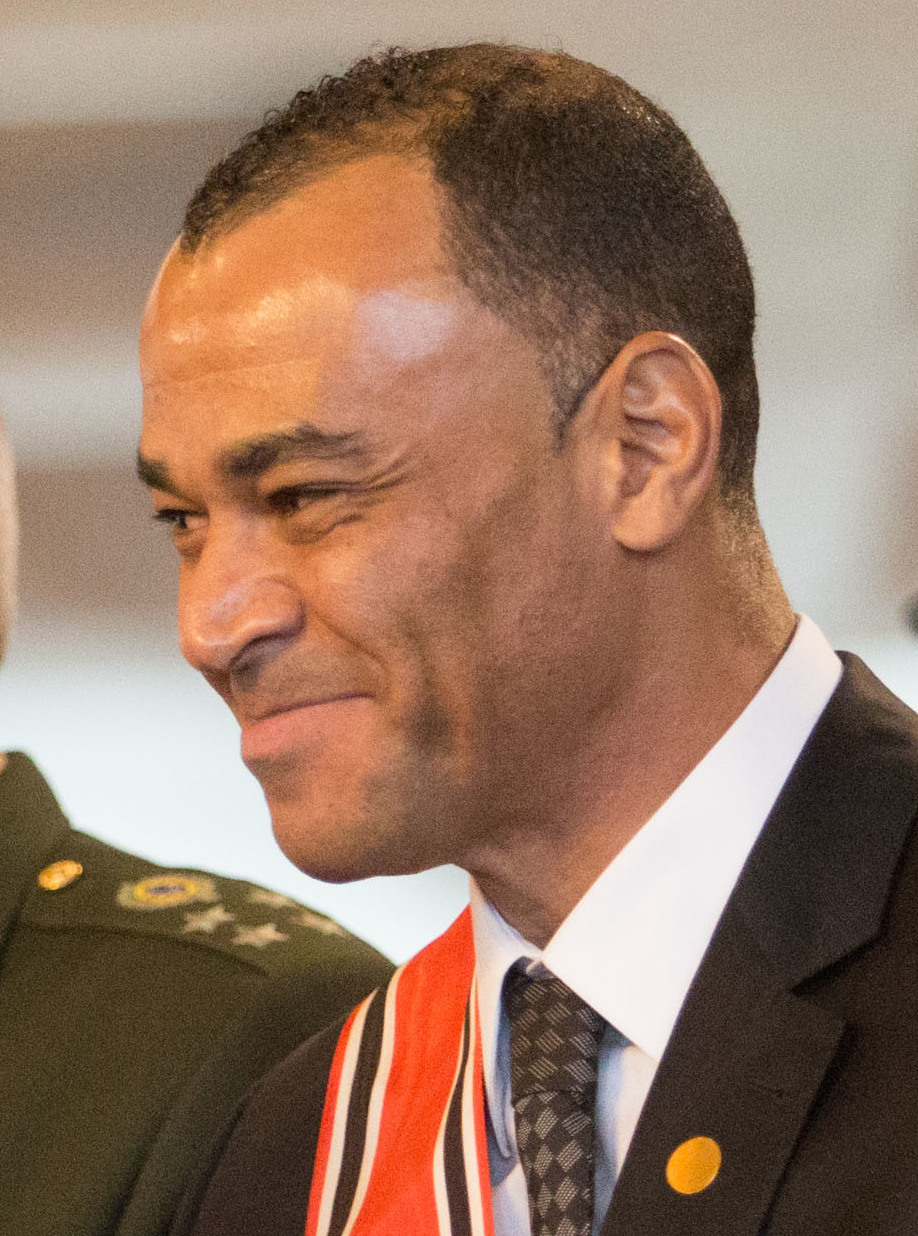
Cafu

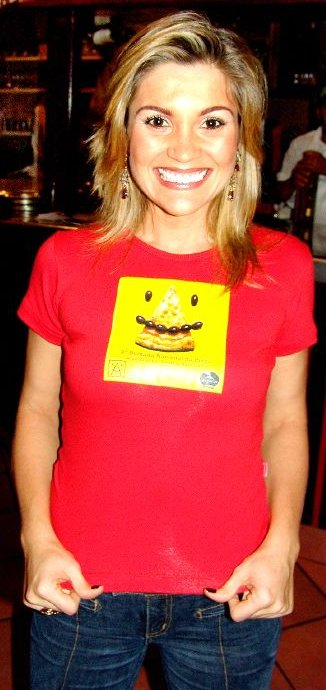
Flávia Alessandra

### Anterior ao século XIX
- 1003 — Lǐ Yuánhào, imperador do Império Tangute (m. 1048).
- 1402 — Ichijō Kaneyoshi, nobre japonês (m. 1481).
- 1422 — Federico da Montefeltro, Duque de Urbino (m. 1482).
- 1502 — João III de Portugal (m. 1557).
- 1532 — Amy Robsart, condessa de Leicester (m. 1560).
- 1561 — João VII, Conde de Nassau-Siegen (m. 1623).

### Século XIX
- 1811 — James Young Simpson, médico britânico (m. 1870).
- 1839 — Tobias Barreto, escritor brasileiro (m. 1889).
- 1840 — Carlota da Bélgica, imperatriz do México (m. 1927).
- 1845 — Leopold Auer, músico e compositor húngaro (m. 1930).
- 1848 — Paul Gauguin, pintor francês (m. 1903).
- 1862 — Philipp Lenard, físico austríaco (m. 1947).
- 1868 — Charles Rennie Mackintosh, arquiteto e designer britânico (m. 1928).
- 1879 — Knud Rasmussen, explorador e antropólogo dinamarquês (m. 1933).
- 1883 — Sylvanus Griswold Morley, arqueólogo norte-americano (m. 1948).
- 1893 — Gillis Grafström, patinador artístico sueco (m. 1938).
- 1896
  - Imre Nagy, político húngaro (m. 1958).
  - Robert Mulliken, químico norte-americano (m. 1986).
- 1897 — George Szell, maestro húngaro (m. 1970).

### Século XX

#### 1901–1950
- 1905 — James J. Braddock, pugilista irlandês-americano (m. 1974).
- 1909
  - Jessica Tandy, atriz britânica (m. 1994).
  - Virginia Apgar, médica norte-americana (m. 1974).
- 1917 — Dean Martin, ator e cantor norte-americano (m. 1995).
- 1920 — Georges Marchais, político francês (m. 1997).
- 1925 — Ernestina Herrera de Noble, empresária argentina (m. 2017).
- 1927 — Charles de Tornaco, automobilista belga (m. 1953).
- 1928 — Geraldo Casé, produtor, escritor e diretor de TV brasileiro (m. 2008).
- 1929 — Antonio Carbajal, ex-futebolista mexicano (m. 2023).
- 1930
  - Dolores Duran, cantora brasileira (m. 1959).
  - Bellini, futebolista brasileiro (m. 2014).
- 1931 — Dorothy Stang, freira e missionária americano-brasileira (m. 2005).
- 1940 — Tom Jones, cantor e compositor britânico.
- 1944
  - Aguinaldo Silva, novelista brasileiro.
  - Eurico Miranda, político, jurista e dirigente esportivo brasileiro (m. 2019).
- 1945 — Wolfgang Schüssel, político austríaco.
- 1948 — Toninho Baiano, futebolista brasileiro (m. 1999).
- 1950 — Gary Graham, ator norte-americano (m. 2024).

#### 1951–2000
- 1952 — Liam Neeson, ator britânico.
- 1956 — Antonio Alzamendi, ex-futebolista uruguaio.
- 1957
  - Paulo Vítor, ex-futebolista brasileiro.
  - Juan Luis Guerra, músico dominicano.
  - Christina Rocha, jornalista, modelo, apresentadora de televisão e atriz brasileira.
  - Ary França, ator brasileiro.
- 1958 — Prince, multi-instrumentista, músico e dançarino norte-americano (m. 2016).
- 1960 — Hirohiko Araki, artista de mangá japonês.
- 1962
  - Takuya Kurosawa, automobilista japonês.
  - Michael Cartellone, baterista norte-americano.
- 1963
  - Cuca, treinador de futebol brasileiro.
  - Yuri Krasnozhan, ex-futebolista e treinador de futebol russo.
- 1964
  - Luciano Cartaxo, político brasileiro.
  - Judie Aronson, atriz norte-americana.
- 1966 — Zlatko Yankov, ex-futebolista búlgaro.
- 1967 — Dave Navarro, músico norte-americano.
- 1968
  - Carla Marins, atriz brasileira.
  - Juan Antonio Pizzi, ex-futebolista hispano-argentino.
  - Agnaldo Liz, ex-futebolista brasileiro.
- 1969
  - Joaquim, Príncipe da Dinamarca.
  - Kim Rhodes, atriz norte-americana.
- 1970
  - Cafu, ex-futebolista brasileiro.
  - Cláudia Rodrigues, atriz e humorista brasileira.
  - Ronaldo da Costa, maratonista brasileiro.
- 1972 — Karl Urban, ator neozelandês.
- 1973 — Eduardo Sterzi, poeta, jornalista e crítico brasileiro.
- 1974
  - Flávia Alessandra, atriz brasileira.
  - Mahesh Bhupathi, tenista indiano.
- 1975 — Allen Iverson, jogador de basquete norte-americano.
- 1976
  - Fabio Vignaroli, futebolista italiano.
  - Cassidy Rae, atriz norte-americana.
- 1977 — Jair Marrufo, árbitro de futebol norte-americano.
- 1978 — Adrienne Frantz, atriz e cantora norte-americana.
- 1979
  - Cedric Gervais, DJ e produtor francês.
  - Kevin Hofland, futebolista neerlandês.
  - Michael Benjamin Washington, ator e dramaturgo americano.
- 1981
  - Anna Kournikova, ex-tenista e modelo russa.
  - Larisa Oleynik, atriz norte-americana.
- 1982
  - Germán Lux, futebolista argentino.
  - Bruno de Lucca, apresentador e ator brasileiro.
- 1984
  - Marcel Schäfer, futebolista alemão.
  - Ari Koivunen, cantor finlandês.
  - Ramazan Tavsancioglu, futebolista australiano.
- 1985
  - Alejandro Bergantiños, futebolista espanhol.
  - Robert Cullen, futebolista japonês.
- 1986 — Glukoza, cantora russa.
- 1987
  - Steven Kruijswijk, ciclista neerlandês.
  - Danny Szetela, futebolista norte-americano.
- 1988
  - Michael Cera, ator canadense.
  - Marlos, futebolista brasileiro.
  - Ekaterina Makarova, tenista russa.
- 1990
  - Iggy Azalea, cantora australiana.
  - Allison Schmitt, nadadora norte-americana.
- 1991
  - Olivia Rogowska, tenista australiana.
  - Emily Ratajkowski, modelo e atriz britânica.
- 1993
  - George Ezra, cantor e compositor britânico
  - Cameron Wakefield, ator neozelandês.
  - Park Ji-yeon, cantora e atriz sul-coreana
- 1995 — Frank Bagnack, futebolista camaronês.
- 1996 — Jasper Harris, ator britânico.
- 1998 — Keanu Baccus, futebolista sul-africano

### Seculo XXI
- 2002 — Nikolás Caballero, ator e cantor mexicano.
- 2006 — Davi Campolongo, ator brasileiro.
- 2009 — Bana Alabed, menina síria.

## Mortes

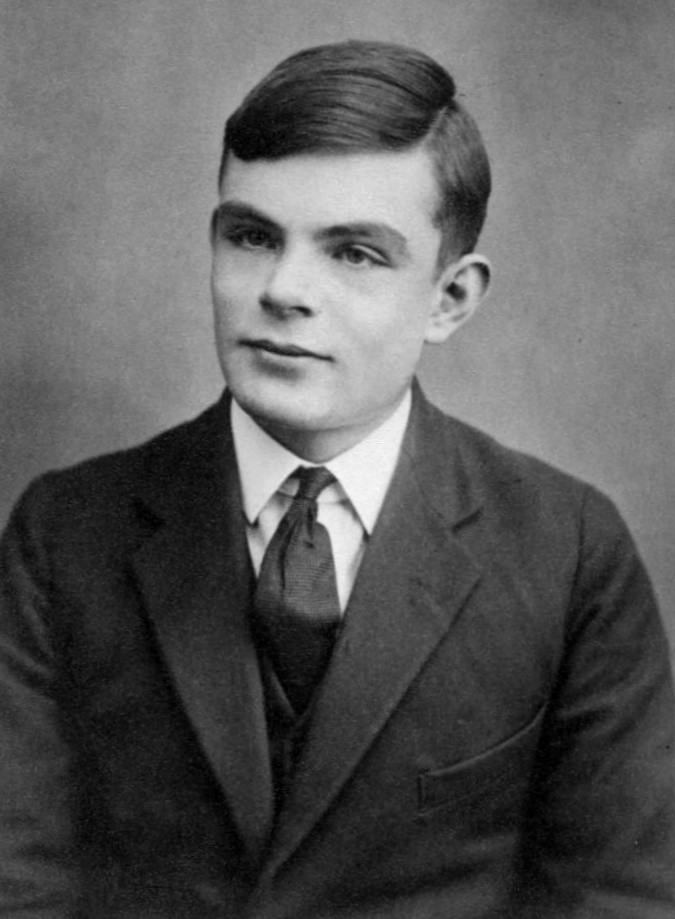
Alan Turing

### Anterior ao século XIX
- Christopher Lee0555 — Papa Vigílio (n. 500).

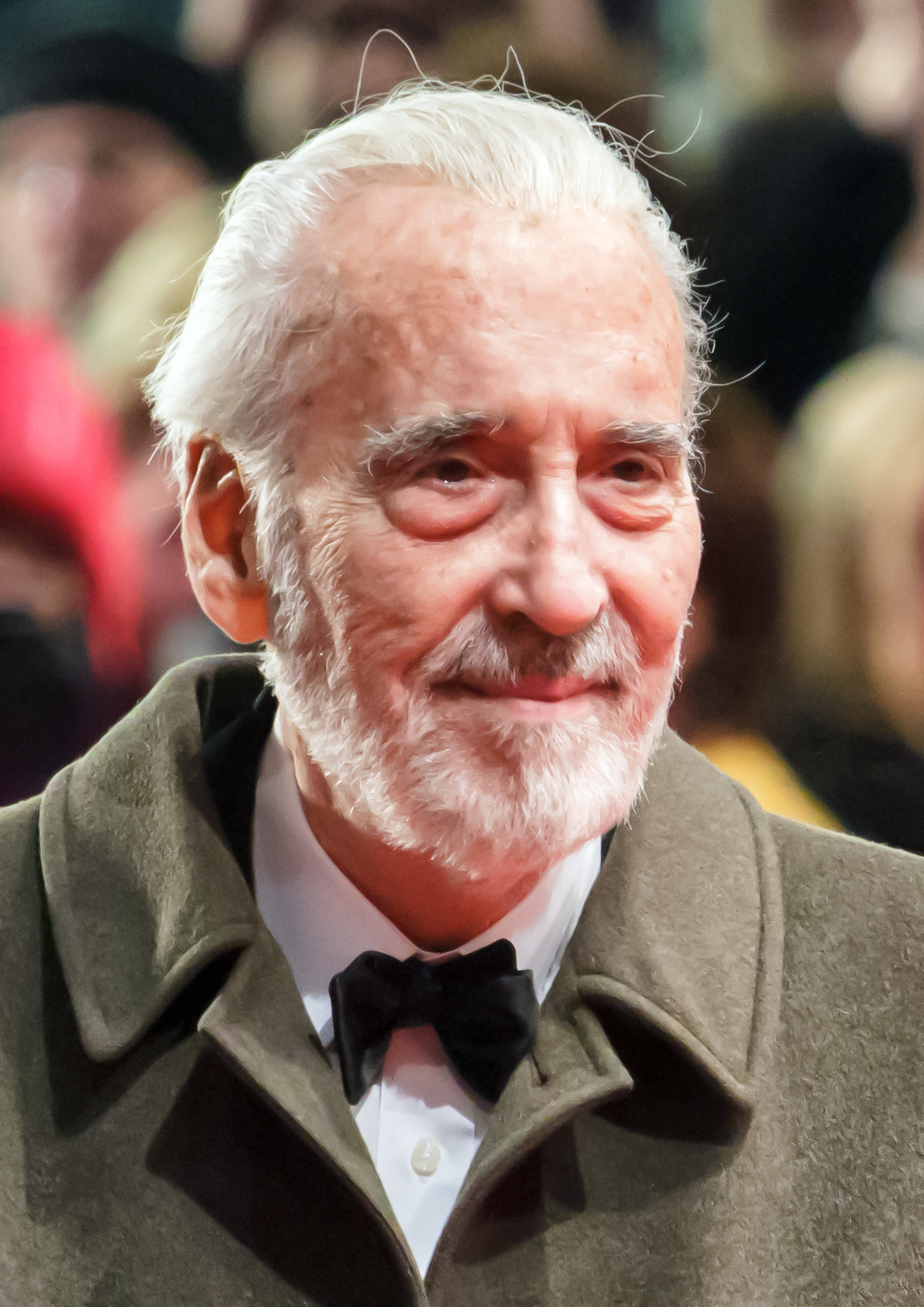
Christopher Lee

- 0929 — Elfrida de Wessex, condessa de Flandres (n. 877).
- 1329 — Roberto I da Escócia (n. 1274).
- 1395 — Ana da Boêmia, rainha da Inglaterra (n. 1366).
- 1492 — Casimiro IV Jagelão da Polônia (n. 1427).
- 1594 — Rodrigo Lopes, médico da rainha Isabel I de Inglaterra (n. 1525).
- 1654 — Giovan Battista Andreini, ator, dramaturgo e comediante italiano (n. 1576).
- 1697 — John Aubrey, antiquário, filósofo e escritor inglês (n. 1626).
- 1731 — William Aikman, pintor britânico (n. 1682).
- 1764 — Sofia Carolina de Brandemburgo-Kulmbach, princesa da Frísia Oriental (n. 1705).

### Século XIX
- 1852 — Hosea Ballou, teólogo americano (n. 1771).
- 1870 — Pedro de Araújo Lima, político brasileiro (n. 1793).

### Século XX
- 1954 — Alan Turing, matemático e cientista da computação britânico (n. 1912).
- 1977 — Otto Kaiser, patinador artístico austríaco (n. 1901).
- 1980 — Adalgisa Nery, poeta, jornalista e política brasileira (n. 1905).
- 1989
  - Chico Landi, automobilista brasileiro (n. 1907).
  - Nara Leão, cantora brasileira (n. 1942).
  - Paulo Leminski, poeta e escritor brasileiro (n. 1944).
- 1993 — Dražen Petrović, jogador de basquetebol croata (n. 1964).
- 1999 — António Livramento, jogador de hóquei em patins português (n. 1943).

### Século XXI
- 2001 — Víctor Paz Estenssoro, político boliviano (n. 1907).
- 2002 — Liliana, Princesa de Réthy (n. 1916).
- 2003 — Trevor Goddard, ator britânico (n. 1962).
- 2006 — Abu Musab al-Zarqawi, terrorista jordaniano (n. 1966).
- 2008
  - Dino Risi, diretor e roteirista italiano (n. 1916).
  - Jim McKay, jornalista esportivo estadunidense (n. 1921).
  - Mustafa Khalil, político egípcio (n. 1920).
- 2009
  - Baron Vaea, político tonganês (n. 1921).
  - Kenny Rankin, cantor e compositor norte-americano (n. 1940).
- 2010
  - Antônio Lopes de Sá, escritor e contador brasileiro (n. 1927).
  - Viana Junior, humorista brasileiro (n. 1941).
  - Adriana Xenides, apresentadora de televisão argentina (n. 1956).
- 2011 — Jorge Semprún, escritor e político espanhol (n. 1923).
- 2013
  - Pierre Mauroy, político francês (n. 1928).
  - Malu Rocha, atriz brasileira (n. 1946).
- 2014 — Fernandão, futebolista brasileiro (n. 1978).
- 2015 — Christopher Lee, ator britânico (n. 1922).
- 2019
  - Lafayette Galvão, ator, dublador, escritor e roteirista brasileiro (n. 1931).
  - Serguei, cantor e compositor brasileiro (n. 1933)

## Feriados e eventos cíclicos

### Brasil
- Dia Nacional da Liberdade de Imprensa
- Dia Nacional dos Catadores de Material Reciclável
- Dia Nacional da Síndrome de Tourette
- Aniversário da cidade de Anicuns, estado de Goiás

### Portugal
- Feriado Municipal de Oeiras

### Cristianismo
- Ana de São Bartolomeu
- Antonio Maria Gianelli
- Paulo I de Constantinopla

## Outros calendários
- No calendário romano era o 7.º dia (VII) antes dos idos de junho.
- Em Roma, este dia marcava o início das festas - as Vestalia - em honra de Vesta, protectora da cidade, festas que se prolongavam por 8 dias até 15 de junho. O templo de Vesta ficava junto ao Forum de Roma, tinha formas semelhantes às primitivas cabanas e a zona mais interior era então aberta às mulheres casadas.
- No calendário litúrgico tem a letra dominical D para o dia da semana.
- No calendário gregoriano a epacta do dia é xx.